# Festival d'Arvor
Le festival d'Arvor (anciennement fêtes d'Arvor jusqu'en 2021), en breton gouel an Arvor, est un festival de culture bretonne qui se tient annuellement à Vannes (Morbihan) au mois d'août
Spectacles, exposition, concerts de bagadoù, fest-noz, défilés en costumes, expositions… participent à ce grand rassemblement consacré à la culture bretonne qui met en avant la ville de Vannes. Les temps forts de cette manifestation sont l'élection de la reine d'Arvor et de ses dauphines ainsi que le somptueux feu d'artifice du 15 août sur les remparts de Vannes, qui clôture ces journées de fêtes.

## Histoire

### 1928: Francis Decker lance les fêtes d'Arvor
Le 26 août 1928, sous l'impulsion de Francis Decker - qui deviendra maire de Vannes au lendemain de la Seconde guerre mondiale - le Comité d’organisation des « Grandes Fêtes d’Arvor » déploie son savoir-faire pour que cette date devienne une réussite.
À cette occasion, les commerçants et habitants sont invités à s'associer aux préparatifs de cette fête folklorique pour laquelle la ville de Vannes accueille les représentants (reines et escortes) de 31 communes sous les regards curieux et admiratifs du public.
Le jour venu, la cité des Vénètes s'anime avec le pavoisement de milliers de petits drapeaux. À la gare du P. O. (Paris-Orléans), les Vannetais attendent reines et personnalités. Le premier défilé débute à 10h. « Les binious d'Auray, lit-on dans les colonnes de L'Avenir du Morbihan, ouvrent la marche, suivis des reines d'Auray, Belle-Ile-en-Mer, Concarneau, Damgan, Quimperlé… » La reine de Vannes et « la gracieuse Hermine de Bretagne, Mlle Le Guével, suivie du drapeau d'hermines », clôturent le défilé qui se déroule dans les rues de la ville au milieu d'une foule très dense. Les réjouissances reprennent à 15h par un nouveau défilé qui s'achève au Parc des Sports de la Rabine devant 12 000 spectateurs.
Durant cette journée, attractions, spectacles et jeux de chevalerie marquent l'après-midi au son des binious ou des trompettes. Puis le cortège s'étire à nouveau vers le centre-ville en compagnie des Clissons, du Club Athlétique et de la Vannetaise. Les reines et leurs dauphines rejoignent par la suite l'hôtel Chauchet, 5, avenue Victor-Hugo, où, à partir de 20h45, le dernier défilé de la journée s'élance en direction de la gare. Sur le parcours, les habitants ont illuminé les façades.
Il faudra attendre les 9 et 10 août 1952 pour que Vannes retrouve à nouveau l'ambiance des fêtes d’Arvor, avec cette fois, deux jours de spectacles dont une représentation du Cid de Corneille sous les remparts. L'élection de la reine du Morbihan, Georgette Léon, d'Auray et de ses demoiselles d'honneur, Célina Le Borgne, d'Hennebont, et Marcelle Christien, de Guiscriff, clôture cette journée festive.

### 1953 à 1962: des fêtes plus grandioses
En 1953, les fêtes d’Arvor, plus grandioses, se déroulent les 1er et 2 août avec concert, réception à l'hôtel de ville, défilé et folklore dans le parc de la préfecture puis bal au parc des sports. En 1960, le parc de la préfecture est abandonné pour les jardins des remparts qui deviennent l'écrin des fêtes d’Arvor. Dès 1962, un feu d'artifice y est tiré.[réf. nécessaire]

### 1965: première élection de la Reine du Pays vannetais
En 1965, le comité des fêtes d'Arvor décide d'organiser pour la première fois l'élection de la Reine du pays Vannetais. L'objectif est de relancer le port du costume traditionnel chez les jeunes, lors des fêtes et manifestations folkloriques.
Pour être candidate, il suffit d'être présentée par une commune du Vannetais, vêtue d'un costume breton local et munie d'une écharpe blanche au nom de la commune. Chaque concurrente doit être accompagnée d'un « garçon d'honneur », âgé de 20 à 25 ans, en costume traditionnel lui aussi. Les jeunes filles sont notées sur leur beauté physique, leur grâce et leur élégance, ainsi que sur la qualité et l'authenticité de leur costume.
La première reine d'Arvor ainsi sacrée, en 1965, s'appelle Marie-Paule Morand, elle a 17 ans et vient de Grand-Champ.

### 1967: changement de dates des fêtes
En 1967, ces fêtes se déroulent les 13 et 14 juillet et depuis 1968, chaque année, les 14 et 15 août.

## Modernisation des fêtes d'Arvor

### 2017: Le tremplin d'Arvor
En 2017, le comité des fêtes de la ville de Vannes a souhaité moderniser les fêtes d’Arvor. Ainsi, est créé et organisé le 14 août 2017, le tremplin d’Arvor qui a pour but la promotion et la diffusion de jeunes artistes émergents dans le cadre des fêtes.
Un jury composé d'au moins quatre musiciens sélectionne une des formations candidates pour jouer en ouverture du fest-noz, le soir même.
Vainqueurs du tremplin d'Arvor
- 2017 : Noisers Ar Bro Gwened
- 2018 : Drask [8]

### 2018: Présentation des candidates
Le comité d'organisation ouvre en 2018 la présentation des candidates  à l'élection de la reine d'Arvor qui se déroule à l'auditorium des Carmes. Le public peut y assister gratuitement.
Les candidates, accompagnées de leurs cavaliers, se présentent devant le public, et dévoilent leurs costumes. La reine d'Arvor 2019 revient sur son année d'élection.

### 2022: les fêtes d'Arvor deviennent festival d'Arvor
La nouvelle association vannetaise « Festival d'Arvor » est née de la volonté d'acteurs majeurs de la culture bretonne de se rencontrer et d'associer leur force et leur savoir-faire dans le but de faire de ce rendez-vous de la mi-août un événement majeur de Bretagne.
Le bagad de Vannes, le cercle celtique de Vannes, les confédérations Kenleur et Sonerion, leurs fédérations départementales, Emglev Bro Gwened sont autant d'associations qui désormais constituent l'épine dorsale de cette structure et qui travaillent désormais ensemble pour la programmation et la logistique du Festival d'Arvor.

## Les reines et mejestés
Depuis 2023, les hommes peuvent se présenter au même titre que les femmes à l’élection de la Majesté d’Arvor, dans le souhait de valoriser l’engagement de tout à chacun dans la valorisation du patrimoine des terroirs de l’Arvor. 
Le rôle des élus est de représenter patrimoine culturel de Bretagne, plus précisément de l’Arvor, ainsi que le festival, lors de manifestations diverses en Bretagne, en France, voire à l'étranger.
La reine et ses dauphines sont élues après passage devant un jury de plusieurs personnes le 14/15 août. Les candidats sont présentés au public, et l’annonce des résultats se fait sur les marchés de l’Hotel de ville de Vannes.
Le jury note la prestance, l’aisance et la mise en valeur du costume présenté. Les costumes ne sont pas nécessairement d'époque, ils peuvent être reconstitués. Le jury note également les connaissances du candidat dans le domaine de la culture bretonne.
Ce jury est composé de connaisseurs du milieu du culturel breton, dont d’anciens ou d’anciennes élus.
La majesté reçoit sa couronne ou sa boutonnière, éléments distinctifs de son rôle pour une année. Le/la/les garçons et filles d’honneur reçoivent une boutonnière, indiquant leur rôle dans le trio élu.

### Les reines et majestés depuis 1996

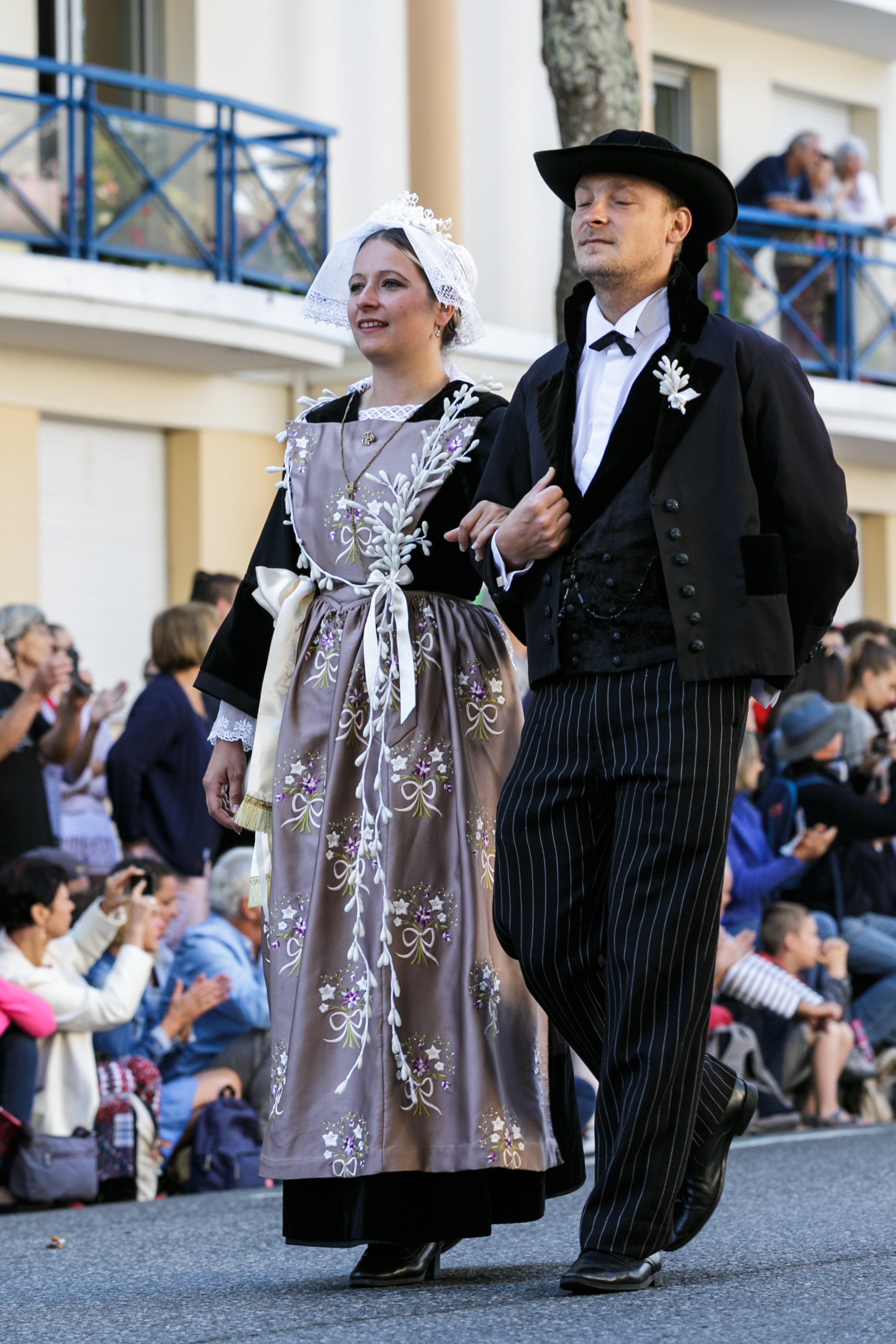
La reine d'Arvor 2016 au festival interceltique de Lorient 2017.

| Année            | Nom                   | Cercle représenté             |
| ---------------- | --------------------- | ----------------------------- |
| Fêtes d'Arvor    |                       |                               |
| 1996             | Nathalie Guého        | Cercle celtique de Vannes     |
| 1997             | Mélinda Guettier      | Individuelle                  |
| 1998             | Gaëlle Sadeq          | Cercle celtique de Vannes     |
| 1999             | Delphine Mahé         | Individuelle                  |
| 2000             | Leïla Sadeq           | Cercle celtique de Vannes     |
| 2001             | Anne-Laure Jégo       | Cercle celtique de Guéhenno   |
| 2002             | Anne-Solenn Thébaud   | Individuelle                  |
| 2003             | Angélique Cadoret     | Cercle celtique de Pluneret   |
| 2004             | Anaïs Robic           | Cercle celtique de Vannes     |
| 2005             | Alice Conan           | Cercle celtique de Lanester   |
| 2006             | Mathilde Kergozien    | Cercle celtique d'Auray       |
| 2007             | Audrey Le Scouarnec   | Cercle celtique du Croisty    |
| 2008             | Chann Le Baraillec    | Cercle celtique de Lorient    |
| 2009             | Gaëlle Larboulette    | Cercle celtique de Lanester   |
| 2010             | Justine Arze          | Cercle celtique de Vannes     |
| 2011             | Marine Le Boursico    | Cercle celtique de Lanester   |
| 2012             | Alexandra Le Romancer | Cercle celtique de Lorient    |
| 2013             | Margaux Blanchard     | Cercle celtique de Guéhenno   |
| 2014             | Justine Cario         | Cercle celtique du Croisty    |
| 2015             | Mélanie Le Plain      | Cercle celtique de Vannes     |
| 2016             | Lauriane Martinet     | Cercle celtique de Pluneret   |
| 2017             | Margot Remaud         | Cercle celtique de Pontivy    |
| 2018             | Elodie Tregouet       | Cercle celtique de Moréac     |
| 2019             | Océane Dansart        | Cercle celtique de Lanester   |
| 2021             | Enora Cosquer         | Cercle celtique de Lorient    |
| Festival d'Arvor |                       |                               |
| 2022             | Lucile Garrigue       | Cercle Celtique de Port-Louis |
| 2023             | Elodie Voisin         | Cercle celtique de Lanester   |
| 2024             | Naig Bridou           | Cercle celtique d'Auray       |

### Fréquentation
| 2017   | 2018   | 2019   |
| ------ | ------ | ------ |
| 60 000 | 70 000 | 90 000 |